# Шепелев, Георгий Михайлович
Георгий Михайлович Шепелев (1 ноября 1910, Канищево, Тамбовская губерния — 9 марта 1983, Ростов-на-Дону) — участник Великой Отечественной войны, командир 219-го миномётного полка (18-я миномётная бригада, 15-я артиллерийская дивизия прорыва, Ленинградский фронт), подполковник, Герой Советского Союза.

## Биография
Родился 1 ноября 1910 года в селе Канищево (ныне — Пичаевского района Тамбовской области) в семье крестьянина. Русский.
Член КПСС с 1941 года. Учился в рабочем университете. Работал в Облзаготзерне в городе Орёл.
В Красной Армии в 1933—1934 годах и с 1939 года. Участник освободительного похода советских войск на Западную Украину и в Западную Белоруссию 1939 года, советско-финской войны 1939−1940 годов.
Окончил в 1934 году курсы одногодичников, а в 1942 году — артиллерийские курсы усовершенствования офицерского состава.
На фронтах Великой Отечественной войны — с июня 1941 года. Командир 219-го миномётного полка (18-я миномётная бригада, 15-я артиллерийская дивизия прорыва, Ленинградский фронт) подполковник Шепелев отличился в бою за укреплённый пункт — деревня Кутерселькя на Карельском перешейке. 15 июня 1944 года подразделения полка были атакованы противником. Семь раз поднимал офицер своих миномётчиков в контратаку, три из них завершились рукопашными схватками. В результате решительных мер, предпринятых командиром полка, вместе с подошедшей на помощь пехотой миномётчики отбросили врага и полностью восстановили положение.
После войны в отставке. В 1951 году окончил Ростовский педагогический институт. Жил в Ростове-на-Дону. Работал заведующим Ростоблсобесом.
Умер 9 марта 1983 года. Похоронен в Ростове-на-Дону.

## Награды
- Звание Героя Советского Союза присвоено 21 июля 1944 года.
- Награждён орденами Ленина, Красного Знамени, двумя орденами Отечественной войны I степени, медалями.